# Linea C2 (Cercanías di Madrid)
La linea C2 delle Cercanías di Madrid collega la stazione di Guadalajara con la stazione di Chamartín. La linea è stata inaugurata nei primi anni novanta, utilizzando buona parte della linea Madrid-Saragozza.
Oltre a Madrid, la linea serve anche i comuni di Guadalajara, Azuqueca de Henares, Meco, Alcalá de Henares, Torrejón de Ardoz e Coslada.
La linea C2 ha la peculiarità di essere, nelle mappe, contrassegnata con lo stesso colore della linea C8.

## Storia della linea
La linea C2 utilizza le rotaie della linea Madrid-Saragozza ma, già nei primi anni 90 vi furono modifiche della linea con la costruzione della stazione di Coslada, che venne costruita dopo che la stazione di San Fernando-Coslada ha assunto il nome di San Fernando.
Nel 1996, tra le stazioni di Vallecas e Entrevías, venne inaugurata la stazione di El Pozo.
Nel 1998, in seguito all'inaugurazione della nuova sede dell'Assemblea di Madrid, la stazione di Entrevías assume il nome di Asamblea de Madrid-Entrevías.
Nel 1999, la stazione di Vallecas viene spostata di 200m a nord, in quanto all'epoca era prossima l'inaugurazione della stazione della metropolitana di Madrid Sierra de Guadalupe.
Nel 2004 venne inaugurata la stazione di La Garena, situata tra le stazioni di Torrejón de Ardoz e Alcalá de Henares.
Nel 2008, la linea C2 assorbe buona parte del percorso della linea C1. Tale operazione infrastrutturale è dovuta all'inaugurazione di un secondo tunnel sotterraneo che collega le stazioni di Atocha e Chamartín.
Nel 2015 venne inaugurata la stazione di Soto del Henares, situata tra le stazioni di Torrejón de Ardoz e La Garena.

## Stazioni
- Guadalajara
- Azuqueca
- Meco
- Alcalá de Henares Universidad
- Alcalá de Henares
- La Garena
- Soto del Henares
- Torrejón de Ardoz
- San Fernando
- Coslada  (Coslada Central)
- Vicálvaro  (Puerta de Arganda)
- Santa Eugenia
- Vallecas  (Sierra de Guadalupe )
- El Pozo
- Asamblea de Madrid-Entrevías
- Atocha         (Atocha )
- Recoletos
- Nuevos Ministerios       (Nuevos Ministerios   )
- Chamartín        (Chamartín  )